# Diplodontias paxillosus
Diplodontias paxillosus is een zeester uit de familie Odontasteridae.
De wetenschappelijke naam van de soort werd in 1847 gepubliceerd door John Edward Gray.